# Лос Анђелес (река)
Лос Анђелес (енгл. Los Angeles River) је река која протиче кроз САД. Дуга је 77 km. Протиче кроз америчку савезну државу Калифорнију. Улива се у Тихи океан.